# Třída Nuoli
Třída Nuoli byla třída dělových člunů finského námořnictva. Celkem bylo postaveno třináct jednotek této třídy. Všechny již byly vyřazeny ze služby. Dělový člun Nuoli 8 byl zachován jako muzejní loď v muzeu Forum Marinum. Některé další mají soukromé majitele.

## Stavba

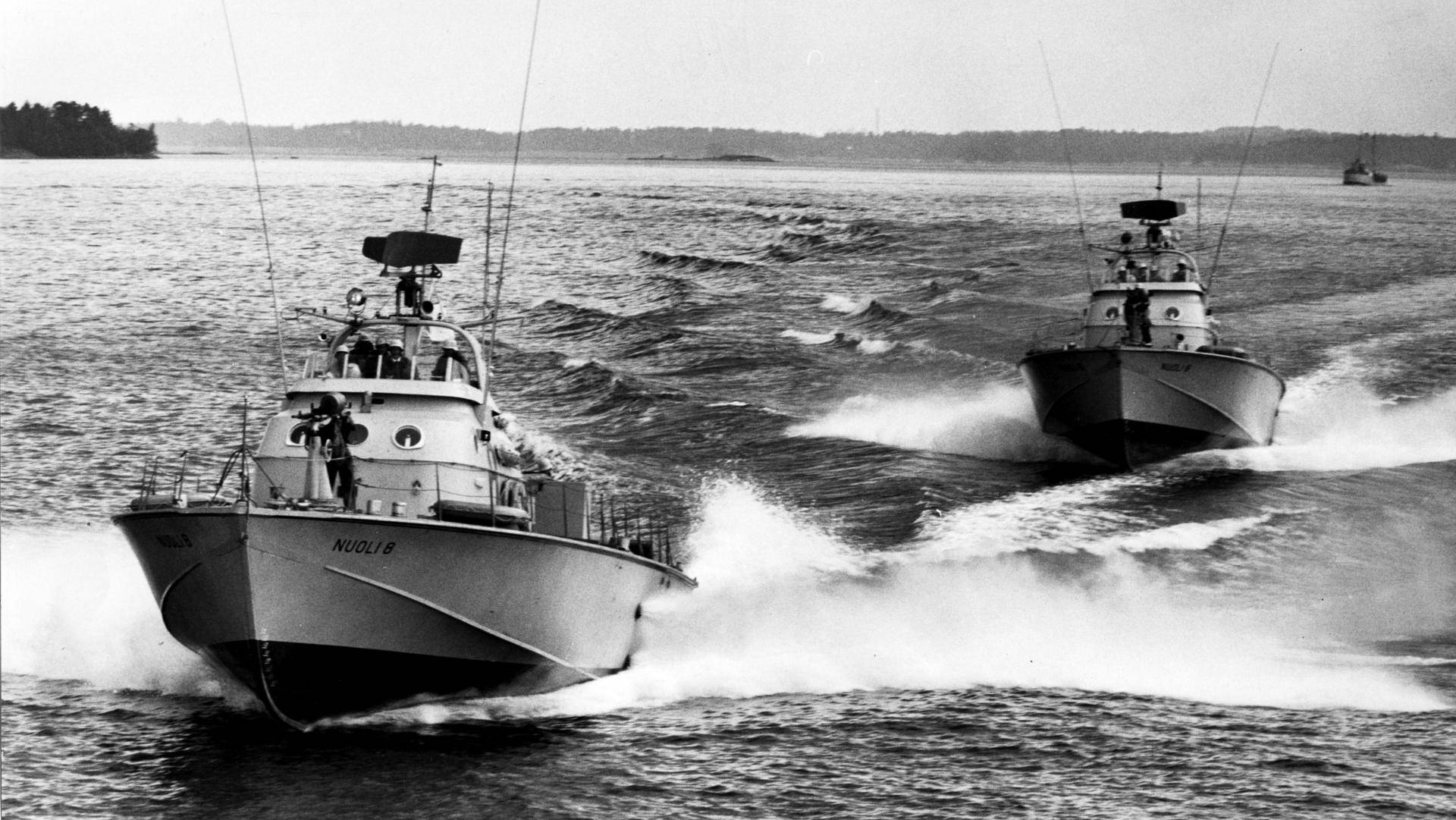
Dva dělové čluny třídy Nuoli

Postaveno bylo třináct jednotek této třídy. Do služby byly přijaty v letech 1961-1966.

## Konstrukce

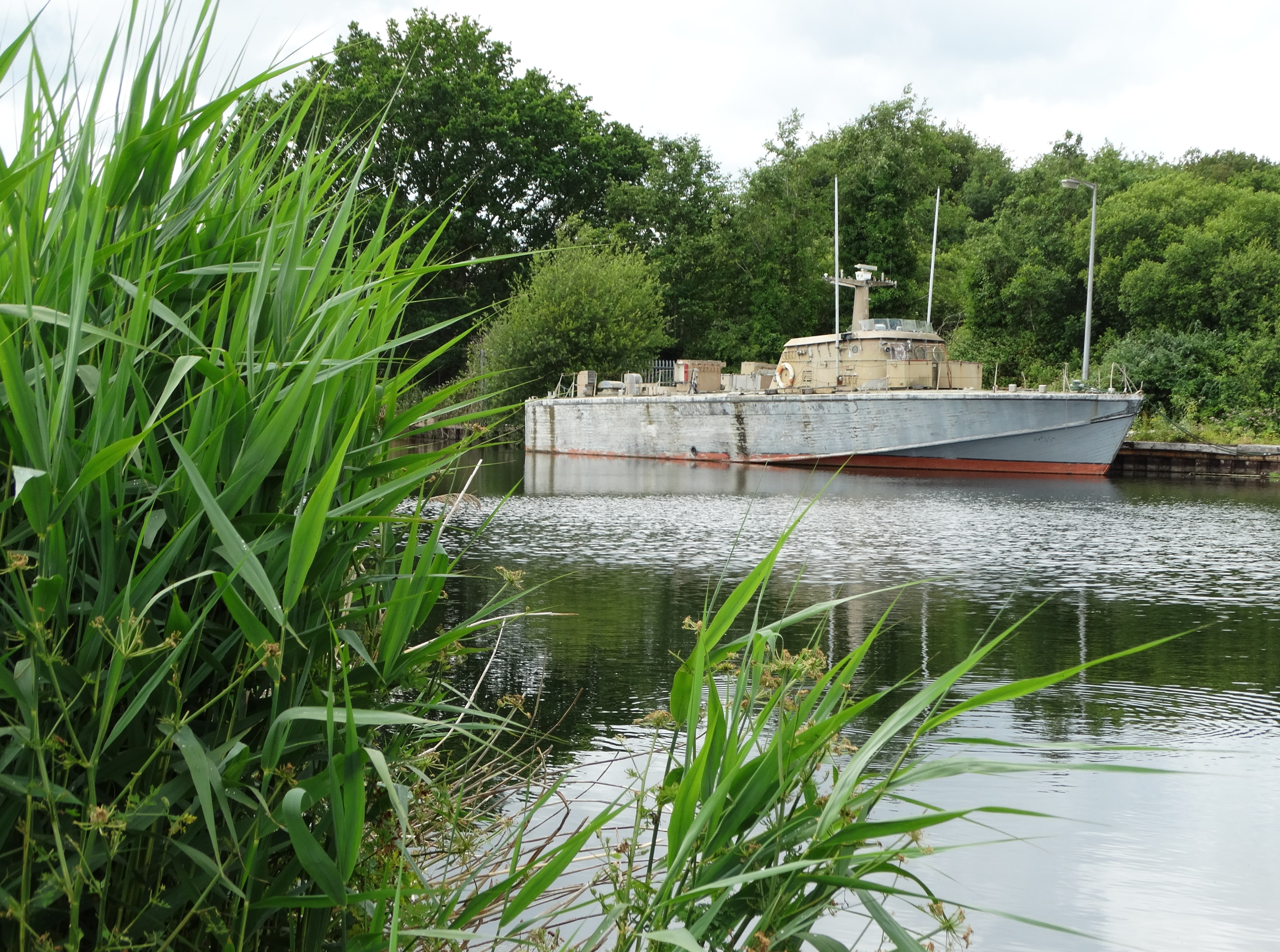
Nuoli 11 na Exeterském kanálu

Výzbroj plavidel se skládala z jednoho 40mm kanónů Bofors a jednoho 20mm kanónu. Pohonný systém tvořily tři diesely o výkonu 2700 hp. Nejvyšší rychlost dosahovala čtyřicet uzlů.